# Polyodontidae
I pesci spatola (famiglia Poliodontidi) sono Actinopterigi Condrostei primitivi. Si riconoscono per la grande bocca e per il muso allungato detto rostro (becco). Questo muso a forma di spatola raggiunge una lunghezza pari alla metà dell'intero corpo. Ne esistono solo due specie: il pesce spatola cinese (ormai dichiarato estinto) e quello americano. Quest'ultimo è stato dichiarato Animale Acquatico dello Stato del Missouri.
Questi pesci non sono imparentati strettamente con gli squali, ma alcune strutture del corpo, come lo scheletro, composto soprattutto da cartilagine, e la pinna caudale, molto biforcata, sono molto simili a quelle degli Elasmobranchi.
In alcune aree i pesci spatola vengono chiamati "Spoonbill" (becchi a cucchiaio), "Spoonies" o "Spoonbill Catfish" (pesci gatto dal becco a cucchiaio). Le carni di questi pesci sono estremamente oleose, tanto che da alcuni esemplari imbalsamati talvolta fuoriesce una sostanza simile ad olio.

## Specie
Il pesce spatola cinese (Psephurus gladius) viveva nel fiume Yangtze. Ne sono stati registrati esemplari lunghi tre metri del peso di 300 kg; taluni parlano inoltre di esemplari lunghi 7 m, sono stati dichiarati estinti nel gennaio 2020.

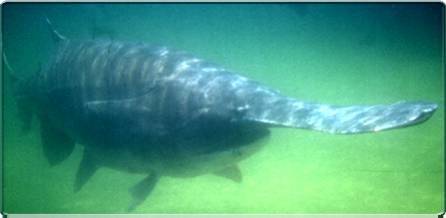
Pesce spatola americano, Polyodon spatula

Il pesce spatola americano (Polyodon spathula) vive nei lenti corsi d'acqua dei bacini idrografici dei fiumi Mississippi, Missouri, Des Moines, Yellowstone e Oklahoma e in passato si trovava anche nei Grandi Laghi. Nel maggio 2000 il Ministero dell'Ambiente del Canada lo ha dichiarato scomparso da quello Stato. È uno dei più grandi pesci d'acqua dolce nordamericani: può essere lungo più di 1,5 m e pesare oltre 27 kg. L'esemplare più grande mai misurato venne catturato nell'Iowa e pesava 90 kg. Il record non ufficiale, comunque, spetta ad un esemplare di 93 kg proveniente dal lago Cumberland, nel Kentucky, immortalato in una serie di cartoline postali degli anni '60. L'età che può raggiungere questo pesce è difficile da determinare, ma molti scienziati ritengono che possa essere di 50 anni o più.
Oltre a queste due specie, conosciamo anche alcune forme fossili di pesce spatola. Una di queste, Crossopholis magnicaudatus, è stata ritrovata nei depositi di Green River Shale, nel Wyoming, e risale all'Eocene.

## Caratteristiche fisiche
I naturalisti del passato ritenevano che i pesci spatola utilizzassero il loro muso per tirare fuori vegetali dal fondo di laghi e fiumi. In realtà, questi pesci si nutrono filtrando lo zooplancton dall'acqua grazie ad una serie di filamenti sugli archi branchiali detti "branchiospine".
Il rostro contiene una serie di recettori in grado di individuare deboli campi elettrici, tanto che è stato suggerito che possano usare questa loro capacità per individuare lo zooplancton. Tuttavia, sono stati osservati anche esemplari con il rostro gravemente danneggiato o perfino privi di esso in grado di nutrirsi lo stesso e in piena salute.
Il rostro serve anche a stabilizzare la posizione dell'animale durante la nutrizione. Mentre questo si muove nell'acqua tenendo la bocca aperta, il rostro dà origine ad una serie di scie, molto simili alle ali di un aereo. Queste aiutano il pesce a mantenere la testa in una posizione stabile e le permettono di immergersi meglio.
I pesci spatola depongono le uova sopra rocce o ghiaia in zone dove la corrente non è molto rapida. Queste sono adesive e aderiscono bene al substrato roccioso. Dopo la schiusa, gli avannotti seguono la corrente fino a raggiungere stagni più profondi, dove raggiungeranno le dimensioni degli adulti.

## Status
Un tempo i pesci spatola erano molto comuni in quasi tutti i bacini idrografici degli USA centrali, ma la pesca incontrollata, la sedimentazione e le modifiche apportate al corso dei fiumi ne hanno ridotto notevolmente il numero. Una delle cause principali del loro declino è stata la costruzione un po' ovunque di dighe: queste bloccano le rotte migratorie dei pesci spatola che devono riprodursi. Un'altra ragione è da imputarsi alla pesca eccessiva. Il Ministero dell'Ambiente della Pennsylvania sta reintroducendo questa specie nei fiumi dell'Ohio e degli Allegheny, dove un tempo viveva, nel tentativo di ricreare una popolazione riproduttiva. Prima che i pesci divengano maturi e possano riprodursi, però, dovranno passare molti anni.

### Raccolta delle uova
Nel corso del secolo scorso, i pesci spatola hanno giocato un importante ruolo commerciale grazie alle loro uova, considerate il miglior succedaneo del caviale, che viene ottenuto da quelle di  storioni. I pesci spatola infatti appartengono con gli storioni all'ordine Acipenseriformes.Come la maggior parte delle specie che appartengono a questo ordine, impiegano molti anni prima di essere in grado di riprodursi: una femmina ne dovrà aspettare 9 o 10, quando avrà raggiunto la lunghezza di un metro, mentre ad un maschio ne occorrono solo 7 per raggiungere la stessa lunghezza. Quando depone le uova, la femmina le rilascia casualmente sul fondo e le abbandona. Un unico esemplare può produrne mezzo milione all'anno, ma non si riproduce tutti gli anni.

### Minacce attuali
A causa del valore delle sue uova, i pesci spatola sono un bersaglio costante dei pescatori di frodo e proprio per questo motivo sono protetti in quasi tutto il loro areale. Dal 1998 tutte le specie di Acipenseriformi sono tutelate dalla convenzione sul commercio internazionale delle specie minacciate di estinzione, o CITES che controlla il commercio dei prodotti ottenuti da queste specie. Malgrado le misure di protezione, in molti dei 22 Stati dove risiedono la loro sopravvivenza è minacciata dalla distruzione dell'habitat. Questi pesci necessitano di fiumi non interrotti da sbarramenti collegati a stagni riparati dal fondo sabbioso o roccioso, zone ideali per la deposizione delle uova. L'acqua, inoltre, deve avere una giusta temperatura affinché la deposizione abbia luogo. Dato che al giorno d'oggi i fiumi vengono costantemente modificati dalla costruzione di dighe, dai dragaggi e dagli eccessivi prelievi idrici a scopi agricoli, i pesci spatola riescono a localizzare le aree giuste per la riproduzione con molta difficoltà.
In alcune aree, i laghi artificiali forniscono l'habitat adatto per la riproduzione dei pesci spatola. Una di queste zone è il lago Sakakawea del Dakota del Nord, sul Missouri. In quel lago questi pesci sono piuttosto numerosi, dato che la zona offre molte aree appropriate per deporre le uova. In alcuni Stati pescare i pesci spatola in violazione delle leggi locali è ritenuto un crimine.

## Pesca ai pesci spatola
In certi Stati, i pesci spatola sono abbastanza comuni da poterne essere permessa la pesca sportiva. La cattura avviene con arco e frecce o con le reti, visto che essendo animali filtratori non possono essere catturati con i metodi tradizionali. Per la cattura, di solito, i pescatori utilizzano un grosso uncino a tre punte, pesante abbastanza da poter essere adagiato sul fondo. Robuste canne da pesca, munite di un buon mulinello, completano lo strumento, che il pescatore muove in qua e in là con la speranza di poter conficcare gli uncini nelle pinne o nella coda del pesce.